# Robert Charbonneau
Robert Charbonneau (* 3. Februar 1911 in Montreal; † 26. Juni 1967 in Saint-Jovite/Québec) war ein kanadischer Schriftsteller und Journalist.

## Leben
Charbonneau wuchs von 1912 bis 1919 in Farnham auf und besuchte nach der Rückkehr seiner Familie nach Montreal die École Saint-Stanislas und darauf bis 1933 das Collège Sainte-Marie. Als Jugendlicher schloss er sich Jeune Canada an, einer nationalistischen Jugendorganisation, die sich für die Unabhängigkeit Québecs, die französische Sprache und die römisch-katholische Religion einsetzte.
Nach dem Abschluss eines Journalistikstudium an der Fakultät für Sozialwissenschaften der Universität Montreal gründete er 1934 mit Paul Beaulieu, Hector de Saint-Denys Garneau, Robert Élie und anderen die Zeitschrift La relève (ab 1941 La nouvelle relève). Daneben arbeitete er als Journalist von 1934 bis 1937 für die Zeitschrift La Patrie und 1937–38 für La Droit. 1940 gründete er mit Claude Hurtubise den Verlag Éditions de l'Arbre, der bis zur Schließung 1948 mehr als 200 Titel veröffentlichte.
Von 1945 bis 1949 war Charbonneau Präsident der Société des éditeurs. Danach arbeitete er bis 1953 erneut als Journalist für La Presse und darauf für Radio-Canada, wo er Direktor der Sendung La Semaine war und 1955 den Service des textes gründete. Er war Mitglied der Académie canadienne-française seit deren Gründung und Mitglied der Société des écrivains canadiens, die ihn 1966 zu ihrem Präsidenten wählte.
Als Schriftsteller wurde Charbonneau vor allem mit Romanen und Essays bekannt. Für den Roman Ils posséderont la terre erhielt er 1942 den Prix Athanase-David. 1946 erhielt er den Prix Duvernay. Die Société Royale du Canada zeichnete ihn 1965 mit der Médaille Chauveau aus.

## Werke
- Ils posséderont la terre, Roman, 1941
- Connaissance du personnage, Essay, 1944
- Fontile, Roman, 1945
- Petits poèmes retrouvés, Gedichte, 1945
- La France et nous, Essay, 1947
- Les désirs et les jours, Roman, 1948
- Aucune créature, Roman, 1961
- Chronique de l'âge amer, Roman, 1967
- Romanciers canadiens, Essay, 1972